# 버스 차고지

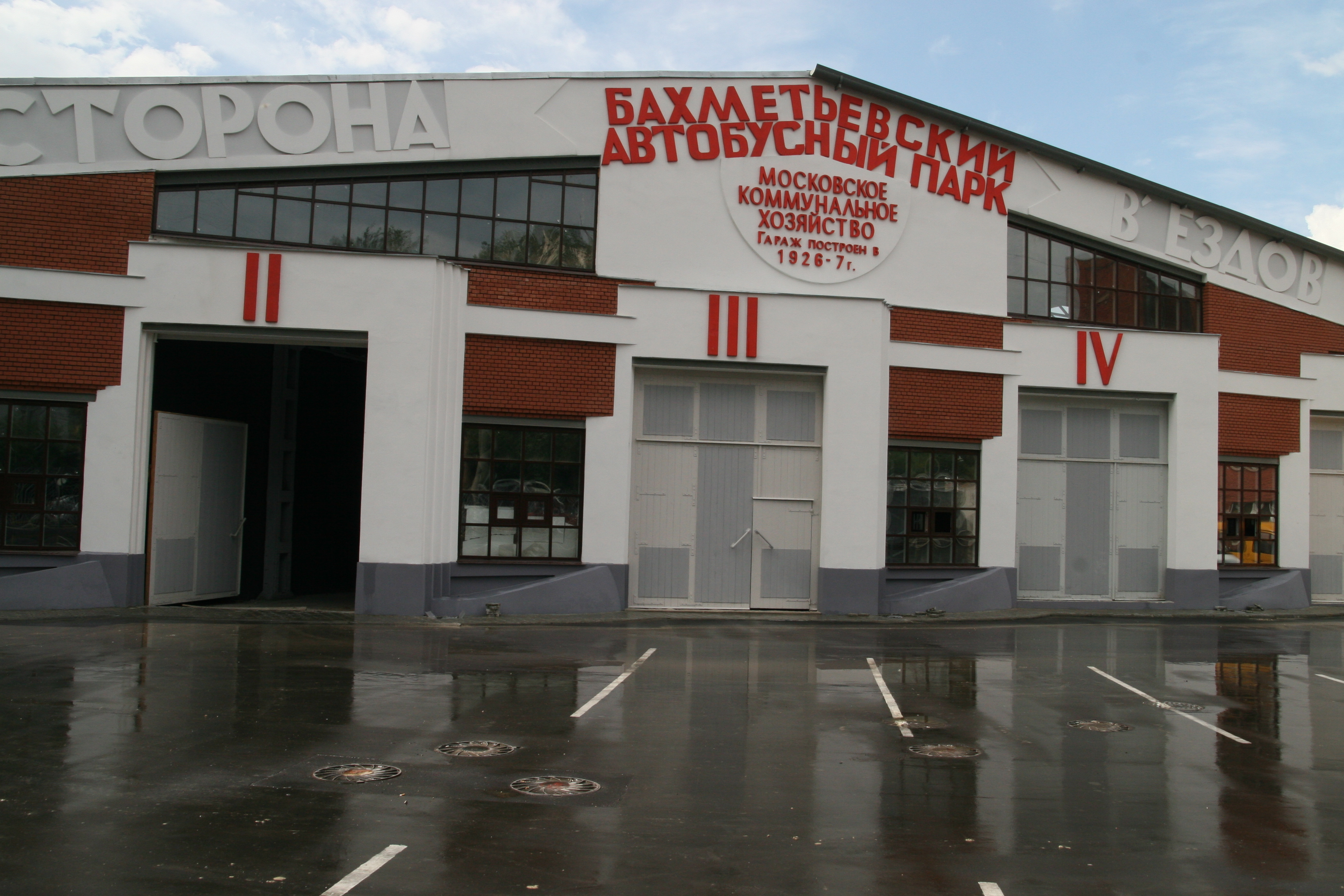
모스크바의 바크메테프스키 버스 차고지.

버스 차고지는 버스들이 운행을 마친후에 버스들이 주차해 있는 기지를 뜻한다.
전 세계에서 가장 큰 버스 차고지(2010년대 초 기준)는 인도 델리의 밀레니엄 파크 버스 차고지이다.

## 그 외
버스 차고지는 대한민국에서는 님비의 대상이 되는 시설로 분류한다. 이유는 소음 공해 등 각종 환경 문제를 야기하는 것 외에도 버스 차고지 특성상 압축천연가스를 주요 연료로 쓰는 충전 시설이 설치되어 있기 때문에 폭발 및 화재 시 인근 주민들에게 미칠 요인이 형성되는 것도 주요 원인이 된다. 그리고 공회전으로 인한 대기 오염도 물론 가중시키는 것은 물론, 2013년 1월 당시 영인운수 발산동 차고지 화재 때에는 38대의 버스가 전소되는 사건이 일어나는 등 주민 위협, 소음 공해, 안전 문제 등 각종 사각지대에 노출할 수밖에 없기 때문이다.

## 같이 보기
- 버스 터미널